# BIG3
BIG3 es una liga de baloncesto profesional, que se juega con el formato 3x3, formada por doce equipos en los que juegan antiguas estrellas de la NBA junto con otros jugadores retirados. La liga se creó en 2017 por el rapero y actor Ice Cube y el ejecutivo de la industria del espectáculo Jeff Kwatinetz.

## Historia
El 11 de enero de 2017, Ice Cube anunció la creación de la liga en una conferencia de prensa en el Sheraton New York Times Square Hotel de Nueva York. En la misma se anunció la participación de Allen Iverson como jugador-entrenador, además de las de otros grandes nombres del pasado reciente de la NBA, como Kenyon Martin, Rashard Lewis, Chauncey Billups, Jason Williams, Charles Oakley, Mike Bibby.
Tras tres temporadas en suelo estadounidense, y después de la edición del 2020 cancelada por la pandemia de COVID19, la ronda final de la temporada, en septiembre de 2021, se celebró en Bahamas. 
Para 2022 volvió a Estados Unidos disputándose la fase de grupos entre Chicago y Dallas, y la final en el State Farm Arena de la ciudad de Atlanta.
En 2023 se desplazó la final a Londres al estadio The O2 Arena, habiéndose repartido la liga regular entre Chicago, Dallas, Brooklyn, Memphis, Miami, Boston, Charlotte y Detroit.

### BIG3 Street
En diciembre de 2023 se anunció un nuevo formato de competición callejera llamada BIG3 Street, que comenzará en Los Ángeles.

## Equipos

### 2017-2024
La competición comenzó con ocho equipos en 2017. Se expandió con cuatro más en 2019 para un total de 12 equipos:
| Equipo            | Entrenador      | Jugadores | Fecha ingreso |
| ----------------- | --------------- | --- | ------------- |
| 3's Company       | Michael Cooper  | Ver listaDerMarr Johnson (capitán) Baron Davis (cocapitán) Drew Gooden (cocapitán) Andre Emmett Jason Maxiell Dahntay Jones Keith Bogans        | 2017          |
| 3 Headed Monsters | Gary Payton     | Ver listaRashard Lewis (capitán) Reggie Evans (cocapitán) Mahmoud Abdul-Rauf (cocapitán) Jamario Moon Kwame Brown Salim Stoudamire Qyntel Woods | 2017          |
| Aliens            | Nate Archibald  | Ver listaAndre Owens (capitán) Kendrick Perkins (cocapitán) Shannon Brown (cocapitán) Greg Oden Brandon Rush Robert Vaden                       | 2019          |
| Ball Hogs         | Rick Barry      | Ver listaBrian Scalabrine (capitán) Josh Childress (cocapitán) DeShawn Stevenson (cocapitán) Andre Owens Corsley Edwards Jermaine Taylor        | 2017          |
| Bivouac           | Reggie Theus    | Ver listaJosh Smith (capitán) Will Bynum (cocapitán) Anthony Morrow (cocapitán) Shawne Williams C.J. Leslie Dion Glover                         | 2019          |
| Enemies           | Rick Mahorn     | Ver listaGilbert Arenas (capitán) Perry Jones III (co-capitán) Lamar Odom (cocapitán) Royce White Craig Smith Frank Robinson                    | 2019          |
| Ghost Ballers     | George Gervin   | Ver listaMike Bibby (capitán) Ricky Davis (cocapitán) Carlos Boozer (cocapitán) Lee Nailon Marcus Banks Mario West Ivan Johnson                 | 2017          |
| Killer 3's        | Charles Oakley  | Ver listaStephen Jackson (capitán) Metta World Peace (cocapitán) Alan Anderson Ryan Hollins Mike James Josh Powell                              | 2017          |
| Power             | Nancy Lieberman | Ver listaCorey Maggette (capitán) Cuttino Mobley (cocapitán) Glen Davis (cocapitán) Chris Andersen Quentin Richardson Ryan Gomes Xavier Silas   | 2017          |
| Trilogy           | Kenyon Martin   | Ver listaJason Terry (capitán) James White (cocapitán) David Hawkins (cocapitán) Dion Glover Al Thornton Derrick Byars                          | 2017          |
| Tri-State         | Julius Erving   | Ver listaJermaine O'Neal (capitán) Nate Robinson (cocapitán) Amar'e Stoudemire (cocapitán) Robert Hite Bonzi Wells                              | 2017          |
| Triplets          | Lisa Leslie     | Ver listaJoe Johnson (capitán) Al Jefferson (cocapitán) Jannero Pargo (cocapitán) Chris Johnson Alan Anderson Teddy Gipson                      | 2019          |

### 2025
Antes de 2025, todos los equipos eran equipos que no representaban a ninguna ciudad o región geográfica. En 2025 se cambió el formato para que cada equipo tuviera una sede y acogiera una semana de la temporada regular. Además el número de equipos se redujo a ocho:
| Equipo            | Entrenador      | Jugadores | Ciudad      | Fecha ingreso |
| ----------------- | --------------- | --- | ----------- | ------------- |
| Boston Ball Hogs  | Gary Payton     | Ver listaKevin Murphy (capitán) Deshawn Stephens (co-capitán) Scotty Hopson (co-capitán) Chris Johnson Jonathon Simmons | Boston      | 2017          |
| Chicago Triplets  | Julius Erving   | Ver listaJason Richardson (capitán) Kemba Walker (co-capitán) Montrezl Harrell (co-capitán) Amir Johnson Chris Allen    | Chicago     | 2019          |
| Dallas Power      | Nancy Lieberman | Ver listaGreg Monroe Paul Millsap Glen Rice Jr TJ Cline John Millsap                                                    | Dallas      | 2017          |
| Detroit Amps      | George Gervin   | Ver listaJeremy Pargo (capitán) Darnell Jackson (co-capitán) Joe Johnson (co-capitán) Ray Nixon Shakur Juiston          | Detroit     | 2025          |
| DMV Trilogy       | Stephen Jackson | Ver listaEarl Clark Isaiah Briscoe Isaiah Austin Dajuan Summers Franklin Session                                        | Baltimore   | 2017          |
| Houston Rig Hands | Calvin Murphy   | Ver listaGerald Green (capitán) Corey Brewer (co-capitán) Garlon Green (co-capitán) Jaylen Johnson Javier Carter        | Houston     | 2025          |
| LA Riot           | Nick Young      | Ver listaDwight Howard (capitán) Jordan Crawford (co-capitán) Elijah Stewart (co-capitán) Wesley Johnson Jeff Teague    | Los Angeles | 2025          |
| Miami 305         | Michael Cooper  | Ver listaMario Chalmers (capitán) Michael Beasley (co-capitán) Reggie Evans (co-capitán) Lance Stephenson Sean Williams | Miami       | 2025          |

## Formato de la competición
La liga consta de doce equipos no territoriales de cinco jugadores y un entrenador. La temporada regular constará de ocho jornadas entre los meses de junio y agosto, jugando siempre los sábados. Cada jornada constará de cuatro partidos, y no habrá cronómetro, sino que ganará el equipo que antes llegue a los 50 puntos.

### Calendario primera edición (2017)
| Jornada | Fecha        | Pabellón                 | Ciudad                         |
| ------- | ------------ | ------------------------ | ------------------------------ |
| 1       | 28 de junio  | Barclays Center          | Brooklyn, New York             |
| 2       | 3 de julio   | Spectrum Center          | Charlotte, North Carolina      |
| 3       | 9 de julio   | BOK Center               | Tulsa, Oklahoma                |
| 4       | 16 de julio  | Wells Fargo Center       | Philadelphia, Pennsylvania     |
| 5       | 23 de julio  | Bridgestone Arena        | Nashville, Tennessee           |
| 6       | 30 de julio  | American Airlines Center | Dallas, Texas                  |
| 7       | 6 de agosto  | Rupp Arena               | Lexington, Kentucky            |
| 8       | 13 de agosto | Staples Center           | Los Ángeles, California        |
| 9       | 20 de agosto | Key Arena                | Seattle, Washington (Playoffs) |
| 10      | 26 de agosto | T-Mobile Arena           | Las Vegas, Nevada (Finales)    |

## Comisionado
- Roger Mason, presidente y comisionado desde 2017 a 2018[25]
- Clyde Drexler, comisionado desde 2018[26]

## Palmarés
| Año  | Sede Final                           | Campeón                            | Plantilla | Entrenador                         | Finalista                          | Plantilla | Entrenador      |
| ---- | ------------------------------------ | ---------------------------------- | --- | ---------------------------------- | ---------------------------------- | --- | --------------- |
| 2017 | MGM Grand Garden Arena Las Vegas, NV | Trilogy                            | Ver lista - 3 Al Harrington - 4 Kenyon Martin - 8 James White - 22 Dion Glover - 32 Rashad McCants                         | Rick Mahorn                        | 3 Headed Monsters                  | Ver lista - 7 Mahmoud Abdul-Rauf - 9 Rashard Lewis (MVP) - 13 Eddie Basden - 54 Kwame Brown - 55 Jason Williams        | Gary Payton     |
| 2018 | Barclays Center Brooklyn, NY         | Power                              | Ver lista - 0 Glen Davis - 3 Quentin Richardson - 5 Cuttino Mobley - 11 Chris Andersen - 50 Corey Maggette (MVP)           | Nancy Lieberman                    | 3's Company                        | Ver lista - 0 Drew Gooden - 1 DerMarr Johnson - 2 Andre Emmett - 5 Baron Davis - 30 Dahntay Jones - 54 Jason Maxiell   | Michael Cooper  |
| 2019 | Staples Center Los Ángeles, CA       | Triplets                           | Ver lista - 1 Joe Johnson (MVP) - 2 Jannero Pargo - 5 Sergerio Gipson - 6 Alan Anderson - 8 Jamario Moon - 25 Al Jefferson | Lisa Leslie                        | Killer 3's                         | Ver lista - 5 Stephen Jackson - 6 Franklin Session - 20 Donté Greene - 21 Josh Powell - 32 C.J. Watson - 34 Eddy Curry | Charles Oakley  |
| 2020 | Cancelada por la pandemia COVID19.   | Cancelada por la pandemia COVID19. | Cancelada por la pandemia COVID19.                                                                                         | Cancelada por la pandemia COVID19. | Cancelada por la pandemia COVID19. | Cancelada por la pandemia COVID19.                                                                                     |                 |
| 2021 | Imperial Arena Bahamas               | Trilogy                            | Ver lista - 3 Jarrett Jack - 8 James White - 15 Amir Johnson - 13 Isaiah Briscoe - 6 Devin Sweetney                        | Stephen Jackson                    | 3 Headed Monsters                  | Ver lista - 9 Rashard Lewis - 7 Mahmoud Abdul-Rauf - 30 Reggie Evans - 55 Kevin Murphy - 34 Mamadou N'Diaye            | Gary Payton     |
| 2022 | State Farm Arena Atlanta, GA         | Trilogy                            | Ver lista - 8 James White - 5 Earl Clark - 15 Amir Johnson - 13 Isaiah Briscoe - 34 David Hawkins                          | Stephen Jackson                    | Power                              | Ver lista - 5 Cuttino Mobley - 9 Nikoloz Tskitishvili - 30 Royce White - 41 Glen Rice Jr. - 6 T.J. Cline               | Nancy Lieberman |
| 2023 | The O2 Arena Londres                 | Enemies                            | Ver lista - 1 Nick Young - 44 Elijah Stewart - 21 Isaiah Austin - 27 Jordan Crawford - 30 Quincy Miller                    | Nick Young                         | Triplets                           | Ver lista - 1 Joe Johnson - 11 Jeremy Pargo - 2 Jannero Pargo - 15 Jamario Moon - 8 Larry Sanders                      | Lisa Leslie     |
| 2024 | TD Garden Boston, MA                 | Bivouac                            | Ver lista - 14 Gerald Green - 13 Corey Brewer - 22 Garlon Green - 5 Jaylen Johnson - 32 Javier Carter                      | Gary Payton                        | 3's Company                        | Ver lista - 15 Mario Chalmers - 11 Michael Beasley - 30 Reggie Evans - 5 Nasir Core - 51 Sean Williams                 | Michael Cooper  |